# 迪氏歐白魚
迪氏歐白魚（学名：Alburnus demiri）為輻鰭魚綱鯉形目雅羅魚科歐白魚屬的其中一種，被IUCN列為易危保育類動物，分布於亞洲土耳其大門德雷斯河、Dalaman河流域，體長可達9.4公分，棲息在底中層水域，生活習性不明。

## 扩展阅读
維基物種上的相關：迪氏歐白魚